# Maciste nella Valle dei Re
Maciste nella Valle dei Re è un film del 1960 diretto da Carlo Campogalliani.
È il primo film su Maciste del periodo sonoro e capostipite di una lunga saga, reintroduttore in Italia del genere peplum.

## Trama
Kenamun è il figlio del faraone ed erede al trono. Quando l'Egitto è invaso dai persiani, egli progetta una rivolta ma la malefica Smedes, sua matrigna (che ha ucciso il faraone suo marito) lo tiene in pugno e lo comanda grazie ad un medaglione che annienta la sua volontà. Nel frattempo Maciste si mette a capo dei ribelli contro il mal governo di Kenamun; annienta la regina durante la rivolta e libera il nuovo faraone dall'incantesimo, consentendogli di poter riprendere il suo trono e sposare la sua amata.

## Produzione
Le coreografie del film sono di Leopoldo Rosi e Tito LeDuc.

## Distribuzione
Per il mercato di lingua inglese che non conosceva il personaggio di Maciste venne scelto il titolo "Son of Samson" ovvero "figlio di Sansone" (questo molto conosciuto grazie al film realizzato da Cecil B. DeMille nel 1949 pur non essendoci nessun collegamento tra i due personaggi. Per il mercato francese invece il titolo è più generico "le geant de la vallée des rois" ovvero "il Gigante della Valle dei Re".